# Sortlisten over invasive arter i Danmark
Sortlisten over invasive arter i Danmark er en liste over uønskede arter, som udgives af Naturstyrelsen. Arterne på listen kan både være arter, der har etableret sig i hele Danmark, og arter der kun har etableret sig i et bestemt område. Arterne på listen indeholder både arter, som er umulige at bekæmpe, og arter som anses som mulige at bekæmpe. De arter som endnu ikke har etableret sig eller endnu ikke forekommer i Danmark, som man mener potentielt kan etablere sig i Danmark kommer på Naturstyrelsens observationsliste. 

## Galleri
Nogle af de invasive arter i Danmark.
- Dræbersnegl
- Almindelig vaskebjørn
- Canadagås
- Kæmpe-Bjørneklo
- Harlekinmariehøne
- Kinesisk uldhåndskrabbe
- Stillehavsøsters